# Kroatologija (časopis)
Kroatologija: časopis za hrvatsku kulturu je hrvatski znanstveni časopis.

## Povijest
Časopis je pokrenut 2010. godine na Hrvatskim studijima Sveučilišta u Zagrebu.
Časopis donosi priloge iz područja kroatologije i srodnih humanističkih i društvenih disciplina.
Dosadašnji glavni urednici časopisa bili su Branka Tafra, Dubravka Zima, Ivana Kresnik i Karolina Vrban Zrinski.

### Članci
- Kresnik, Ivana. 2018. Časopis Kroatologija od osnutka do danas. Kroatologija. Sveučilište u Zagrebu – Fakultet hrvatskih studija. Zagreb. 9 (1–2): 3–4

## Vanjske poveznice
Mrežna mjesta
- Kroatologija, na Hrčku